# Luigi Deleidi

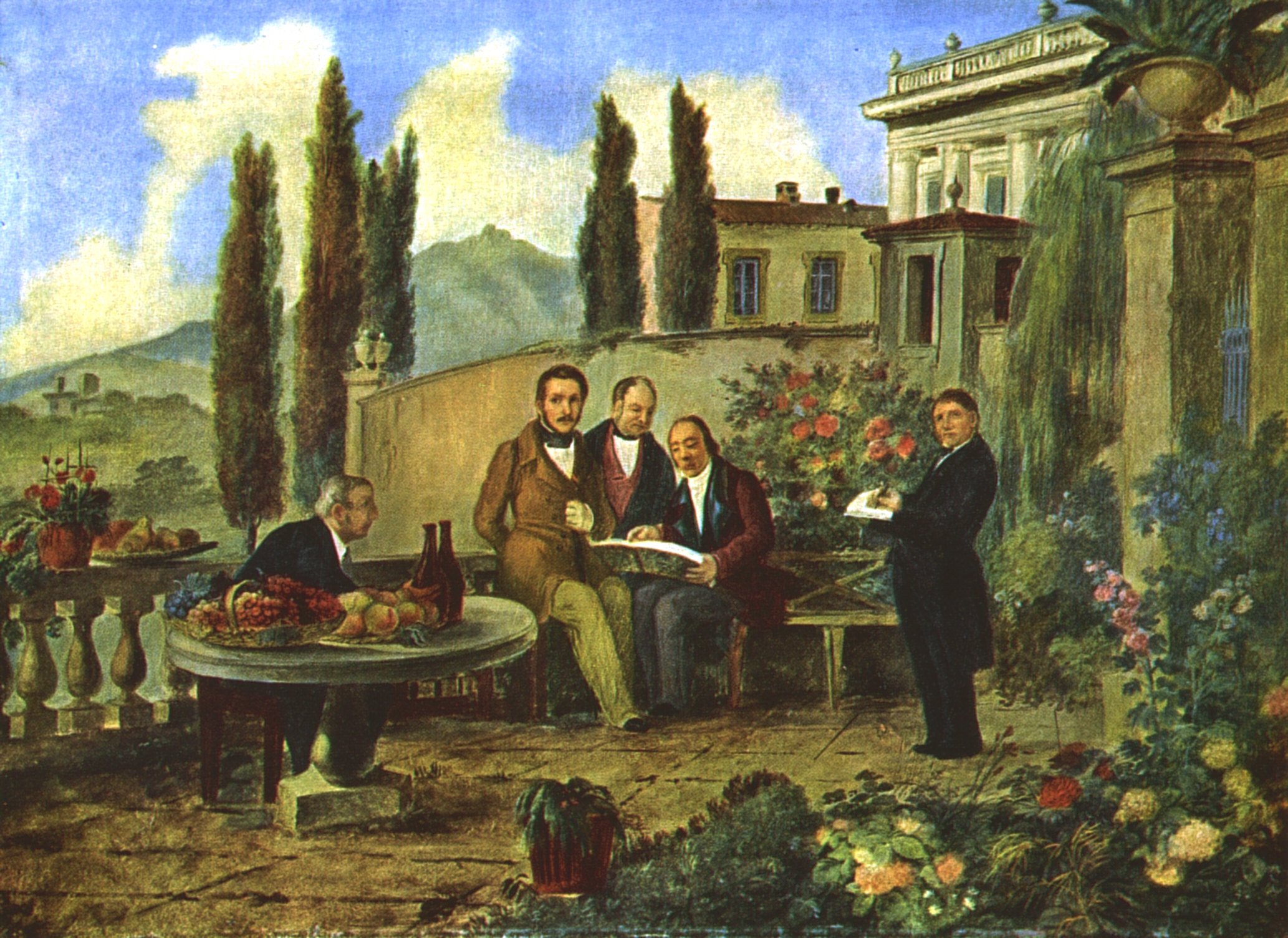
Donizetti et amis, 1840, maintenant dans le Musée Donizettiano à Bergame. De gauche à droite:, Donizetti, Dolci (?), Simon Mayr et Deleidi

Luigi Deleidi, né en 1774 dans la Province de Bergame ou le 15 novembre 1784 à Bergame et mort le 24 septembre 1853 dans la même ville, est un peintre italien pré-romantique, principalement de paysages et de vedute. Il est souvent appelé par son surnom, Il Nebbia (« Le Brouillard »).

## Biographie
Luigi Deleidi naît en 1774 dans la Province de Bergame, ou le 15 novembre 1784 à Bergame, dans une famille à vocation artistique. Sa mère est la fille de Pietro Antonio Gualdi (1716-v.1784), peintre local bien connu pour ses œuvres religieuses, et son frère Marco (1780-1843) qui devient également peintre
. Après avoir montré très tôt sa capacité à dessiner, Luigi est envoyé à la Scuola di Pittura e Scenografia à Milan, où il étudie avec Alessandro Sanquirico. Il est possible qu'il visite Rome à cette époque et qu'il retourne à Bergame en 1825.

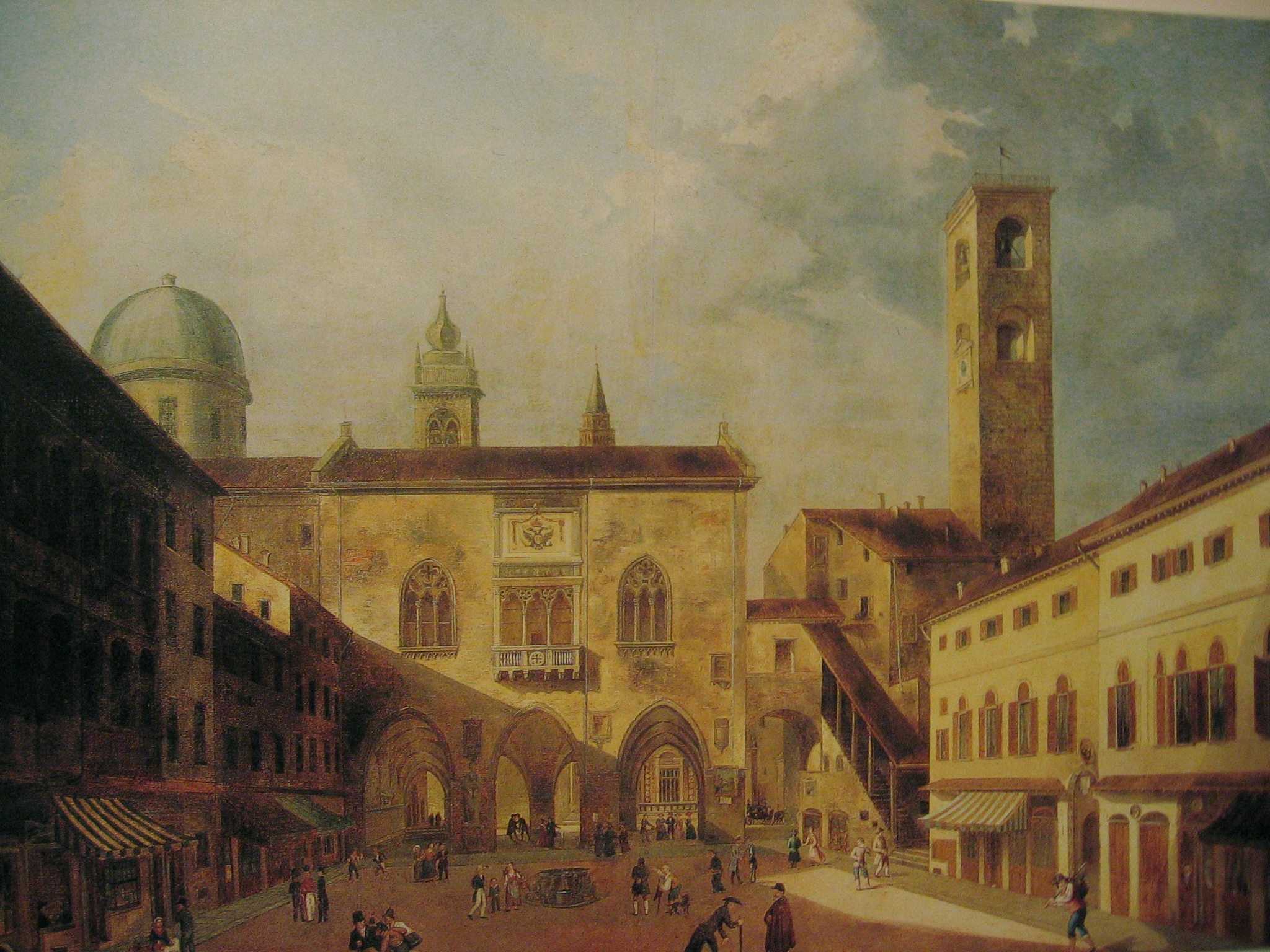
La Piazza Vecchia, la vieille place de la ville de Bergame, maintenant dans l'Accademia Carrara

Il décide de se spécialiser dans les paysages et est surnommé  il Nebbia « Le Brouillard » parce que ses peintures ont toutes une couleur légèrement brumeuse, et beaucoup se déroulent en hiver.
Il est aussi un musicien talentueux et joue souvent du basson avec des orchestres locaux ou, à l'occasion, comme soliste. Il se produit à la fois au Teatro Sociale et au Teatro Riccardi (maintenant connu sous le nom de Teatro Donizetti). En fait, il est un ami de Donizetti et un associé d'autres artistes bergamasques, dont Giuseppe Diotti, Francesco Coghetti et Paolo Vincenzo Bonomini.
De nombreux membres de la noblesse locale lu demandent de réaliser des fresques dans leurs villas, et il obtient de nombreuses commandes similaires lors d'un séjour à Rome de 1837 à 1842. Parmi celles-ci, les fresques du Castello di Calepio et du Castello di Costa di Mezzate, toutes deux appartenant à la famille Vertova. Il est également crédité de décorations dans un bâtiment appartenant à la famille Torlonia, identifié comme étant soit la Villa Torlonia à Castel Gandolfo, ou le palais Giraud-Torlonia. Dans ce dernier cas, il a probablement travaillé avec son ami Coghetti. Il décore également plusieurs théâtres et participe à la conception de la production.
Il meurt célibataire à Bergame le 24 septembre 1853 à Bergame. Trois jours plus tard, la nécrologie parait dans le Giornale di Bergamo.
En 1856, un buste en sa mémoire est réalisé par Giovanni Maria Benzoni (en), et placé dans l'académie Carrara.